# 411 Xanthe
411 Xanthe è un asteroide della fascia principale del diametro medio di circa 76,53 km. Scoperto nel 1896, presenta un'orbita caratterizzata da un semiasse maggiore pari a 2,9336385 UA e da un'eccentricità di 0,1160910, inclinata di 15,35665° rispetto all'eclittica.
Il suo nome è dedicato ad Xante, nella mitologia greca una ninfa delle Oceanine.